# Bohnenkamp SE
Die Bohnenkamp SE ist ein Großhandelsunternehmen für Reifen, Räder, Felgen und Komponenten für den Fahrzeugunterbau. Das 1950 gegründete Unternehmen unterhält neben dem Hauptsitz im niedersächsischen Osnabrück 22 weitere Standorte in Mittel- und Osteuropa sowie Asien.
Das Sortiment von Bohnenkamp adressiert Händler, Werkstätten und Hersteller aus dem Agrarsektor, dem Transportwesen und der Erdbewegung. Darüber hinaus führt das Unternehmen eine Kleinreifensparte. Die wichtigsten Kundenbranchen sind die Landwirtschaft, Logistik, Erdbewegung und Industrie sowie Landschaftspflege und Freizeit.
Mit einem jährlichen Konzernumsatz von 494 Millionen Euro (Stand 2021) und Lagerflächen von mehr als 150.000 m² ist Bohnenkamp einer der größten Reifengroßhändler für Nutzfahrzeugreifen in Europa.

## Geschichte
Im Jahr 1950 gründete der Unternehmer Friedel Bohnenkamp das Unternehmen zunächst als Handelsunternehmen für Fahrzeugbauteile. 1959 erwirtschaftete Bohnenkamp bereits die erste Umsatzmillion. 1974, als der Umsatz erstmals die zehn-Millionen-DM-Marke überschritt, wechselte das Unternehmen an seine bis heute gültige Adresse in der Osnabrücker Dieselstraße.
Die erste Niederlassung gründete Bohnenkamp im Jahr 1992 in Kletzin, acht Jahre später folgte die Niederlassung in Landshut. Die erste Auslandsgesellschaft des Unternehmens entstand im Jahr 2005 mit der Bohnenkamp s.r.o. in der Slowakei. Auch durch weitere Firmenzukäufe wie der Übernahme der Agriband im niederländischen Veenendaal 2010 wuchs der Umsatz der Gruppe stark, 2011 überschritt er die 200-Millionen-Euro-Marke.
Mit weiteren Geschäfts- und Logistikstandorten in Österreich (2013) und der Schweiz (2014) dehnte Bohnenkamp seine Präsenz auf den gesamten DACH-Raum aus. 2016 übernahm Bohnenkamp außerdem das Handelsgeschäft der in Skandinavien und Osteuropa im Kleinreifengeschäft aktiven Starco AG. Parallel zur Expansion entstand zwischen 2012 und 2018 am Osnabrücker Hauptsitz die größte Reifenlogistikhalle Europas mit einer Gesamtlagerfläche von 130.000 m². Im Jahr 2018 wurde in Polen die Gesellschaft Bohnenkamp SP. Z.o.o. gegründet.
Im Jahr 2024 firmiert Bohnenkamp von der AG zur europäischen Gesellschaftsform SE um.

## Unternehmensstruktur

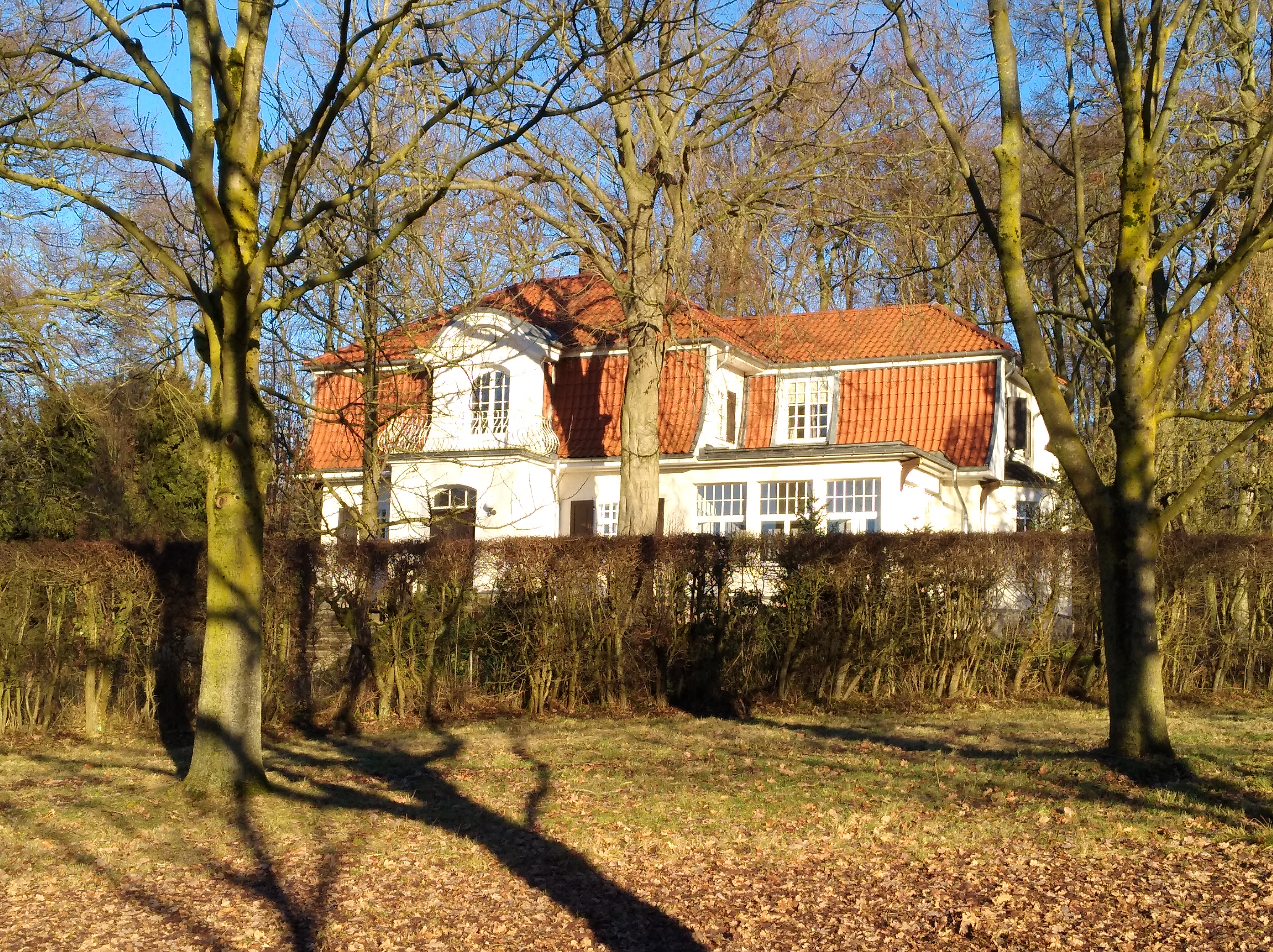
Villa Hecker in Osnabrück-Schölerberg: Sitz der Bohnenkamp-Stiftung

Bohnenkamp ist seit dem Jahr 2001 eine Aktiengesellschaft. Die im Jahr 2019 verstorbene Witwe des Firmengründers, Gisela Bohnenkamp, gründete im Jahr 2008 die „Friedel und Gisela Bohnenkamp Stiftung“. Die Stiftung und die Familie Bohnenkamp halten seither jeweils 49,5 Prozent der stimmrechtlosen Geschäftsanteile. Das verbleibende eine Prozent der Anteile liegt bei einer nicht gemeinnützigen Management-Stiftung, die über sämtliche Stimmrechte verfügt. Der Konzern ist organisatorisch in vier Regionaleinheiten gegliedert. Sie steuern die Aktivitäten des Unternehmens in 28 Ländern. (Stand: 2018)
Die Bohnenkamp Western Group umfasst den Hauptsitz der Bohnenkamp SE in Osnabrück, dazu die deutschen Niederlassungen in Kletzin, Leipzig, Landshut, Lüneburg und die Grothaus GmbH in Bissendorf. Zudem gehören die Landesgesellschaften Bohnenkamp Suisse AG (Ormalingen, Schweiz), die Bohnenkamp Austria GesmbH im österreichischen Hörsching und die Bohnenkamp Benelux B.V. mit Niederlassungen in Veenendaal, Niederlande, und Mechelen, Belgien.
Als Bohnenkamp Northern Group arbeiten die dänische Bohnenkamp A/S in Aarhus und die Bohnenkamp AB in Värnamo, Schweden.
Die Bohnenkamp South Eastern Group bedient mit der Bohnenkamp s.r.o. in Modra, Slowakei, der Bohnenkamp SP. z.o.o in Łódź, Polen, der Bohnenkamp Kft. in Kecskemét, Ungarn, und der 2021 gegründeten Bohnenkamp S.R.L. in Bukarest, Rumänien, weitere Länder.
Unter dem Begriff der Bohnenkamp Eastern Group erschließt das Unternehmen mit den baltischen Tochterfirmen Bohnenkamp SIA (Lettland), Bohnenkamp UAB (Littauen) und Bohnenkamp OÜ (Estland) sowie Firmen in Russland, Belarus, der Ukraine und Kasachstan den Reifenmarkt bis nach Asien.

## Kunden
Zu den Kunden von Bohnenkamp gehören neben dem Reifen- und Landmaschinenhandel oder Werkstätten zahlreiche Maschinenbauer aus dem Agrarsektor, unter anderem die Unternehmen Krone, Grimme und Claas.

## Marken und Produkte im Sortiment
Den Hauptumsatz nach Produktkategorien erzielt das Unternehmen (Stand 2016) mit Reifen und Rädern, gefolgt von Komponenten für den Fahrzeugunterbau, Felgen und Schläuchen. Das Sortiment von Bohnenkamp umfasst nach eigenen Angaben rund 10.000 verschiedene Produkte. Bohnenkamp vertreibt zahlreiche Marken als Primärpartner und alleiniger Importeur in Deutschland, darunter Reifen der Marken BKT, Carlstar, Kenda und Windpower. Weitere Reifenmarken im Sortiment sind unter anderem Bridgestone, Continental, Michelin oder Nokian. Das Felgenprogramm umfasst Fabrikate von Accuride, Boka Wheel und LP-Felgen.
Bohnenkamp entwickelt mit Reifenherstellern auch Reifen nach Kundenwünschen und konfigurierter Kompletträder in einer eigenen Fertigungsstraße nach individuellen Vorgaben. Die Kapazität lag laut Unternehmen bei 350.000 Rädern im Jahr (Stand 2014).